# Renée de Rieux

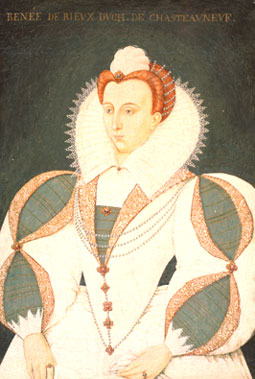
Reneederieux belleChateauneuf

Renée de Rieux, född 1550, död efter år 1586, kallad Belle de Châteauneuf, var en fransk hovdam, mätress till kung Henrik III av Frankrike mellan 1569 och 1571. 

## Biografi
Renée de Rieux var dotter till den bretonske adelsmannen Jean de Rieux, herre av Chateauneuf, och dame Beatrice de la Perriere. Hon var hovdam åt änkedrottning Katarina av Medici mellan 1567 och 1578.
Tronföljaren, den blivande Henrik III, blev förälskad i henne, gjorde henne till sin mätress 1569 och tillägnade henne flera sonetter. Hon beskrivs som en blond och blåögd skönhet och var föremål för flera poem vid hovet, bland annat av Desportes. Hon förlorade sin ställning som mätress 1571, men Henrik III bröt inte helt förbindelsen med Rieux under sin förälskelse med Marie de Clèves, utan fortsatte att tillägna henne sonetter även efter att han 1572 blev Polens monark. Då Henrik III gifte sig med Louise av Lorraine 1575 uppträdde hon på en bal klädd som denna, vilket uppfattades som en skymf. Henrik III försökte arrangera ett äktenskap för henne med François de Luxembourg, Louise av Lorraines för detta trolovade, men hon vägrade.
År 1575 gifte hon sig med en man hon själv valt ut, italienaren Antinotti. År 1577 mördade hon sin make genom att knivhugga honom: hennes motiv var svartsjuka. Hon skyddades från åtal av monarken, men på grund av sin ringaktning mot drottningen förvisades hon ändå från hovet, och bosatte sig då i Marseilles. Samma år gifte hon sig i hemlighet med Philippe Altoviti (1550-1586). Då Henrik III fick reda på äktenskapet trodde han att hon blivit tvångsgift och fängslade maken, men då hon skrev till honom och berättade att hon hade gift sig med honom av eget val men i hemlighet gav han maken titeln greve de Castellane. Hennes make dödades 1586 i en duell. 
Efter makens död finns inte längre några uppgifter om henne, och hennes dödsdatum är okänd. Man vet att hon även i fortsättningen var bosatt i Marseilles, där hon med sin inkomst var en av stadens rikaste innevånare.